# Utsukkajärvi
Utsukkajärvi är en sjö i Kiruna kommun i Lappland och ingår i Torneälvens huvudavrinningsområde. Sjön har en area på 0,151 kvadratkilometer och ligger 364 meter över havet.

## Delavrinningsområde
Utsukkajärvi ingår i det delavrinningsområde (756787-174250) som SMHI kallar för Mynnar i Ylinen Siurujoki. Medelhöjden är 457 meter över havet och ytan är 79,42 kvadratkilometer. Det finns inga avrinningsområden uppströms utan avrinningsområdet är högsta punkten. Alanen Siurujoki som avvattnar avrinningsområdet har biflödesordning 4, vilket innebär att vattnet flödar genom totalt 4 vattendrag innan det når havet efter 378 kilometer. Avrinningsområdet består mestadels av skog (63 procent) och sankmarker (26 procent). Avrinningsområdet har 0,19 kvadratkilometer vattenytor vilket ger det en sjöprocent på 0,2 procent.